# Ростово (Калужская область)
Ростово — деревня в Износковском районе Калужской области Российской Федерации. Входит в состав сельского поселения «Село Шанский Завод». До упразднения уездно-губернского деления входило в состав  Гиреевской волости Медынского уезда .

## География
Находится в пределах Смоленско-Московской возвышенности Русской равнины, на берегу реки Лубянка, в ~ 85 километрах от областного центра — города Калуги, и в ~ 30 км от районного центра — села Износки. Ближайшие населённые пункты: деревня Бизяево(2 км) и Ивлево (3,5 км).

## История

### XVII век
1666-1667 г.г. В писцовых книгах Кузовской и Гиреевской волостей упоминается пустошь, где стояло село Ростово. В оброчных книгах Патриаршего приказа (1679-1726) упоминается  церковная земля Николая Чудотворца, на реке Любенке, на крестьянах деревни Ростово.

### XVIII век
1782 год, Ростово — деревня Гиреевской волости, принадлежащей графине Екатерине Ивановне Шуваловой, вдове графа Александра Ивановича Шувалова. Как и Бизяево, находится по обе стороны реки Восточная Любенка (сейчас Лубянка).

### XX век
1941 год Ростово нанесено на штабной карте РККА

## Население
| 2002 | 2010 |
| ---- | ---- |
| 13   | ↗19  |

## Инфраструктура
Личное подсобное хозяйство с зоной сельскохозяйственного использования, индивидуальная застройка усадебного типа.

## Транспорт
Деревня доступна по просёлочным дорогам.